# لوئیس تونت
لوئیس تونت (انگلیسی: Luis Tevenet؛ زادهٔ ۸ مهٔ ۱۹۷۴) بازیکن فوتبال اهل اسپانیا است.
از باشگاه‌هایی که در آن بازی کرده‌است می‌توان به باشگاه فوتبال اتلتیکو مادرید، باشگاه فوتبال نومانسیا، باشگاه فوتبال لاس پالماس، باشگاه فوتبال سویا، و باشگاه فوتبال اتلتیکو مادرید بی اشاره کرد.